# Angola op de Olympische Zomerspelen 2012
Angola nam deel aan de Olympische Zomerspelen 2012 in Londen, Verenigd Koninkrijk.

## Deelnemers en resultaten
(m) = mannen, (v) = vrouwen 

### Atletiek
| Olympiër         | Onderdeel | Resultaat | Prestatie              |
| ---------------- | --------- | --------- | ---------------------- |
| Manuel Antonio   | 800m (m)  | 46e       | serie 4: 7e in 1.52,54 |
|                  |           |           |                        |
| Felismina Cavela | 800m (v)  | 31e       | serie 4: 5e in 2.10,95 |

### Basketbal

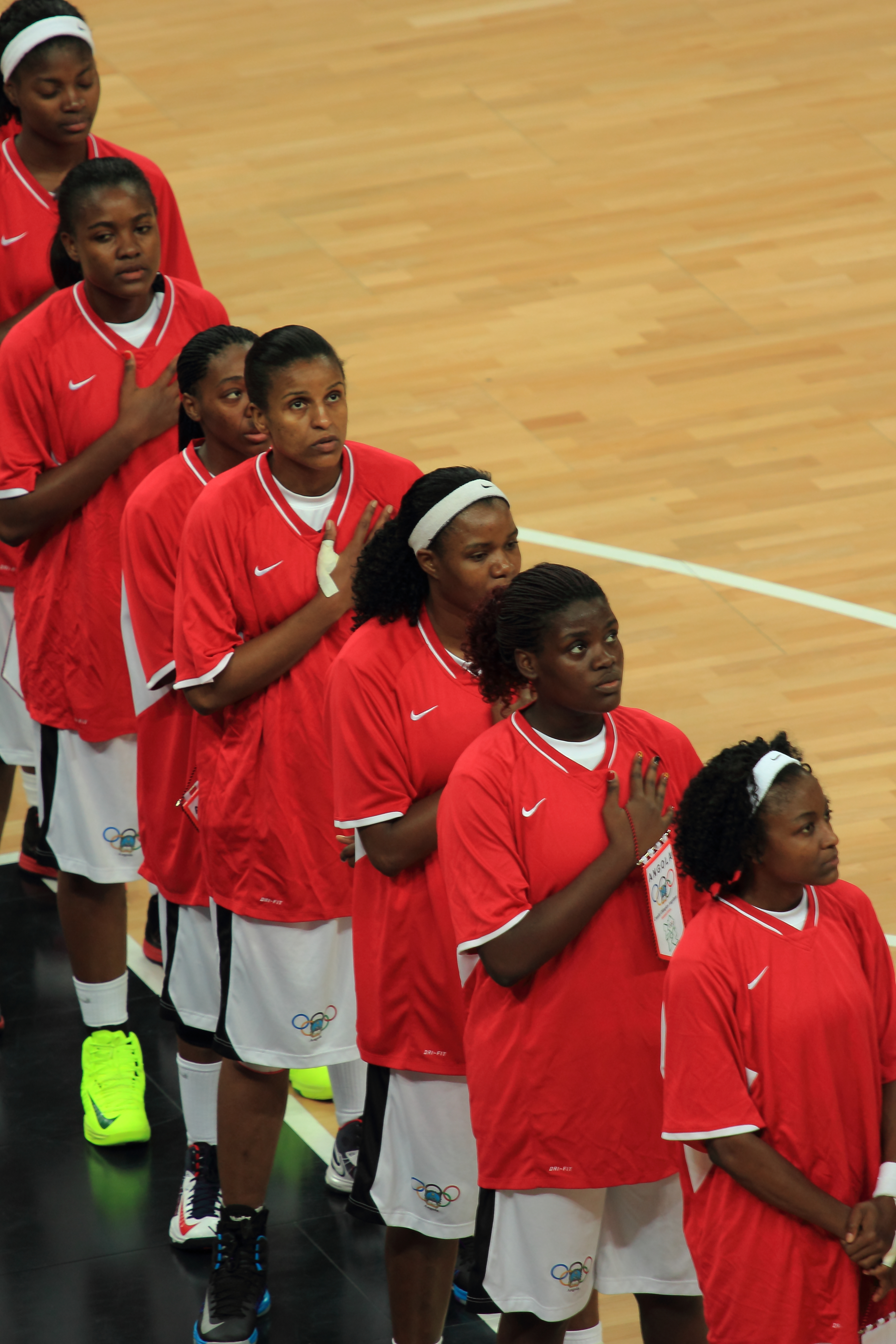
Het vrouwenbasketbalteam van Angola voor de wedstrijd tegen Kroatië

| Olympiër | Onderdeel | Resultaat | Prestatie |
| --- | --------- | --------- | --------- |
| Catarina Camufal Ângela Cardoso Fineza Eusébio Madalena Felix Ngindula Filipe Ana Gonçalves Sonia Guadalupe Felizarda Jorge Nadir Manuel Nacissela Mauricio Luisa Tomas Astrida Vicente | vrouwen   | 11e       |           |

| Groep B |                  |             |             |             |            |            |            |        |
| #       | Land             | Wedstrijden | Wedstrijden | Wedstrijden | Doelpunten | Doelpunten | Doelpunten | Punten |
| #       | Land             | G           | W           | V           | V          | T          | Saldo      | Punten |
| 1       | Verenigde Staten | 5           | 5           | 0           | 462        | 279        | +183       | 10     |
| 2       | Turkije          | 5           | 4           | 1           | 343        | 316        | +27        | 9      |
| 3       | China            | 5           | 3           | 2           | 346        | 363        | -17        | 8      |
| 4       | Tsjechië         | 5           | 2           | 3           | 346        | 332        | +14        | 7      |
| 5       | Kroatië          | 5           | 1           | 4           | 324        | 379        | -55        | 6      |
| 6       | Angola           | 5           | 0           | 5           | 243        | 395        | -152       | 5      |

| Ronde      | Datum | Lokale tijd | MEZT   | Plaats  | Land  | Score            | Land |
| ---------- | ----- | ----------- | ------ | ------- | ----- | ---------------- | ---- |
| Groepsfase |       |             |        |         |       |                  |      |
| 28 juli    | 14:30 | 15:30       | Londen | Turkije | 72-50 | Angola           |      |
| 30 juli    | 22:15 | 23:15       | Londen | Angola  | 38-90 | Verenigde Staten |      |
| 1 augustus | 11:15 | 12:15       | Londen | China   | 76-52 | Angola           |      |
| 3 augustus | 09:00 | 10:00       | Londen | Angola  | 56-75 | Kroatië          |      |
| 5 augustus | 11:15 | 12:15       | Londen | Angola  | 47-82 | Tsjechië         |      |

### Boksen
| Olympiër    | Onderdeel | Resultaat | Prestatie                           |
| ----------- | --------- | --------- | ----------------------------------- |
| Tumba Silva | -91kg (m) | 9e        | 1e ronde: V van ITA Russo: walkover |

### Handbal
| Olympiër | Onderdeel | Resultaat | Prestatie |
| --- | --------- | --------- | --------- |
| Nair Almeida Neide Barbosa Ana Barros Natalia Bernardo Azenaide Carlos Magda Cazanga Cristina Direito Isabel Fernandes Isabel Guialo Luisa Kiala Marcelina Kiala Edith Mbunga Carolina Morais Marta Santos Joelma Viegas | vrouwen   | 10e       |           |

| Groep A |                  |             |             |             |             |            |            |            |        |
| #       | Land             | Wedstrijden | Wedstrijden | Wedstrijden | Wedstrijden | Doelpunten | Doelpunten | Doelpunten | Punten |
| #       | Land             | G           | W           | G           | V           | V          | T          | Saldo      | Punten |
| 1       | Brazilië         | 5           | 4           | 0           | 1           | 137        | 122        | +15        | 8      |
| 2       | Kroatië          | 5           | 4           | 0           | 1           | 145        | 115        | +30        | 8      |
| 3       | Rusland          | 5           | 3           | 1           | 1           | 151        | 125        | +26        | 7      |
| 4       | Montenegro       | 5           | 2           | 1           | 2           | 137        | 123        | +14        | 5      |
| 5       | Angola           | 5           | 1           | 0           | 4           | 132        | 142        | -20        | 2      |
| 6       | Groot-Brittannië | 5           | 0           | 0           | 5           | 91         | 166        | -75        | 0      |

| Ronde      | Datum | Lokale tijd | MEZT   | Plaats     | Land  | Score            | Land |
| ---------- | ----- | ----------- | ------ | ---------- | ----- | ---------------- | ---- |
| Groepsfase |       |             |        |            |       |                  |      |
| 28 juli    | 09:30 | 10:30       | Londen | Rusland    | 30-27 | Angola           |      |
| 30 juli    | 09:30 | 10:30       | Londen | Angola     | 23-28 | Kroatië          |      |
| 1 augustus | 11:15 | 12:15       | Londen | Montenegro | 30-25 | Angola           |      |
| 3 augustus | 09:30 | 10:30       | Londen | Angola     | 31-25 | Groot-Brittannië |      |
| 5 augustus | 11:15 | 12:15       | Londen | Brazilië   | 29-26 | Angola           |      |

### Judo
| Olympiër        | Onderdeel | Resultaat | Prestatie                                           |
| --------------- | --------- | --------- | --------------------------------------------------- |
| Antonia Moreira | -70kg (v) | 9e        | 1e ronde: vrij 2e ronde: V van COL Alvear: waza-ari |

### Kanovaren
| Olympiër                                 | Onderdeel     | Resultaat | Prestatie                                                                       |
| ---------------------------------------- | ------------- | --------- | ------------------------------------------------------------------------------- |
| Nelson Henriques                         | C-1 200m (m)  | 16e       | serie 2: 6e in 55,268 halve finale 2: 8e in 50,876                              |
| Fortunato Luis Pacavira                  | C-1 1000m (m) | 14e       | serie 2: 6e in 4.39,027 halve finale 1: 7e in 4.43,027 finale B: 6e in 4.35,017 |
| Nelson Henriques Fortunato Luis Pacavira | C-2 1000m (m) | 12e       | serie 2: 6e in 4.16,678 halve finale 2: 5e in 4.18,543 finale B: 4e in 4.15,497 |

### Zwemmen
| Olympiër          | Onderdeel            | Resultaat | Prestatie              |
| ----------------- | -------------------- | --------- | ---------------------- |
| Pedro Pinotes     | 400 m wisselslag (m) | 30e       | serie 2: 7e in 4.24,69 |
|                   |                      |           |                        |
| Mariana Henriques | 50 m vrije slag (v)  | 61e       | serie 4: 8e in 31,36   |

Afghanistan · Albanië · Algerije · Amerikaanse Maagdeneilanden · Amerikaans-Samoa · Andorra · Angola · Antigua en Barbuda · Argentinië · Armenië · Aruba · Australië · Azerbeidzjan · Bahama's · Bahrein · Bangladesh · Barbados · België · Belize · Benin · Bermuda · Bhutan · Bolivia · Bosnië en Herzegovina · Botswana · Brazilië · Britse Maagdeneilanden · Brunei · Bulgarije · Burkina Faso · Burundi · Cambodja · Canada · Centraal-Afrikaanse Republiek · Chili · China · Chinees Taipei · Colombia · Comoren · Congo-Brazzaville · Congo-Kinshasa · Cookeilanden · Costa Rica · Cuba · Cyprus · Denemarken · Djibouti · Dominica · Dominicaanse Republiek · Duitsland · Ecuador · Egypte · El Salvador · Equatoriaal-Guinea · Eritrea · Estland · Ethiopië · Fiji · Filipijnen · Finland · Frankrijk · Gabon · Gambia · Georgië · Ghana · Grenada · Griekenland · Groot-Brittannië · Guam · Guatemala · Guinee · Guinee‑Bissau · Guyana · Haïti · Honduras · Hongarije · Hongkong · Ierland · IJsland · India · Indonesië · Irak · Iran · Israël · Italië · Ivoorkust · Jamaica · Japan · Jemen · Jordanië · Kaaimaneilanden · Kaapverdië · Kameroen · Kazachstan · Kenia · Kirgizië · Kiribati · Koeweit · Kroatië · Laos · Lesotho · Letland · Libanon · Liberia · Libië · Liechtenstein · Litouwen · Luxemburg · Macedonië · Madagaskar · Malawi · Maldiven · Maleisië · Mali · Malta · Marshalleilanden · Marokko · Mauritanië · Mauritius · Mexico · Micronesië · Moldavië · Monaco · Mongolië · Montenegro · Mozambique · Myanmar · Namibië · Nauru · Nederland · Nepal · Nicaragua · Nieuw-Zeeland · Niger · Nigeria · Noord-Korea · Noorwegen · Oeganda · Oekraïne · Oezbekistan · Oman · Oostenrijk · Oost-Timor · Pakistan · Palau · Palestina · Panama · Papoea-Nieuw-Guinea · Paraguay · Peru · Polen · Portugal · Puerto Rico · Qatar · Roemenië · Rusland · Rwanda · Saint Kitts en Nevis · Saint Lucia · Saint Vincent en Grenadines · Salomonseilanden · Samoa · San Marino · Sao Tomé en Principe · Saoedi-Arabië · Senegal · Servië · Seychellen · Sierra Leone · Singapore · Slovenië · Slowakije · Soedan · Somalië · Spanje · Sri Lanka · Suriname · Swaziland · Syrië · Tadzjikistan · Tanzania · Thailand · Togo · Tonga · Trinidad en Tobago · Tsjaad · Tsjechië · Tunesië · Turkije · Turkmenistan · Tuvalu · Uruguay · Vanuatu · Venezuela · Verenigde Arabische Emiraten · Verenigde Staten · Vietnam · Wit-Rusland · Zambia · Zimbabwe · Zuid-Afrika · Zuid-Korea · Zweden · Zwitserland · Onafhankelijke atleten